# Indigofera ugandensis
Indigofera ugandensis är en ärtväxtart som beskrevs av Baker f. Indigofera ugandensis ingår i släktet indigosläktet, och familjen ärtväxter. Inga underarter finns listade i Catalogue of Life.